# Carr (Schiff)
Die USS Carr (FFG-52) ist das 42. Schiff der Oliver-Hazard-Perry-Klasse von Lenkwaffen-Fregatten. Sie wurde nach Gunners Mate Third Class Paul Henry Carr, USNR aus Checotah, Oklahoma (1924–1944) benannt. Er diente als Geschützführer des hinteren 5-Zoll-Geschützes des Geleitzerstörers USS Samuel B. Roberts während der See- und Luftschlacht im Golf von Leyte. Das Schiff soll an die Marine von Taiwan verkauft werden.

## Geschichte
Die Kiellegung der Fregatte erfolgte am 26. März 1982 auf der Todd-Pacific-Schiffswerft in San Pedro (Kalifornien). Am 26. Februar 1983 hatte sie ihren Stapellauf, am 27. Juli 1985 begann sie ihren aktiven Dienst. 
Das Schiff diente zuletzt in der Atlantikflotte und begann im Juni 2011 eine dreimonatige Verlegung zu Trainingsfahrten in der Ostsee. Am 13. März 2013 wurde die Carr außer Dienst gestellt.